# Plaza de Castilla (metropolitana di Madrid)
Plaza de Castilla è una stazione delle linee 1, 9 e 10 della metropolitana di Madrid.
È situata sotto l'omonima Plaza de Castilla, tra i distretti di Tetuán, Chamartín e Fuencarral-El Pardo.
Oltre alla stazione della metropolitana, esiste una stazione di autobus sotterranea e un'altra in superficie dove si concentrano le fermate di un gran numero di autobus urbani della EMT. Tutto ciò configura Plaza de Castilla come uno dei grandi snodi del trasporto pubblico di Madrid.

## Storia

### Stazione della metropolitana
Nel 1961 fu inaugurata la stazione della metropolitana di Plaza de Castilla come capolinea della linea 1. La stazione venne costruita sotto alla Plaza de Castilla, all'inizio della calle de Bravo Murillo, a una profondità di meno di 5 m sottoterra. Questa stazione rimarrà capolinea della linea 1 fino al mese di marzo del 2007.
Negli anni ottanta furono costruiti, a maggiore profondità, i binari delle linee 9 e 10 (allora linea 8).. Contemporaneamente fu costruito un lungo corridoio con dei locali commerciali e un nuovo vestibolo vicino alle installazioni del Canal de Isabel II, nell'estremo opposto della piazza rispetto agli altri accessi. A partire dal 2004, con la creazione della stazione sotterranea degli autobus, si sta riformando la stazione della metropolitana con l'obiettivo di migliorarne l'accessibilità.
A partire dal 3 luglio 2016 Plaza de Castilla diventò nuovamente capolinea a causa dei lavori di miglioramento tra questa stazione e la stazione di Sierra de Guadalupe. Per sopperire alla mancanza del servizio della linea, vennero rinforzate le linee delle Cercanías e le linee autobus. Il totale degli investimenti per queste opere fu di 70 milioni. Il 14 settembre riprese il servizio tra Plaza de Castilla e Cuatro Caminos e tra le stazioni di Alto del Arenal e Sierra de Guadalupe. Il 20 ottobre invece riaprì il tratto della linea tra Atocha e Alto del Arenal. Il resto della linea riaprì il 22 ottobre.

### Stazione degli autobus
Per un lungo periodo le linee di autobus extraurbane avevano i propri capolinea dispersi su tutta la piazza. Con la costruzione delle torri KIO si decise di riunirli in un unico terminal di superficie situato tra le due torri e dotato di una caffetteria e di biglietterie. Da questo terminal partivano gli autobus diretti verso il corridoio 1, corrispondente dall'A-1, e il corridoio 7, corrispondente alla M-607. A causa del deterioramento delle installazioni e approfittando della costruzione dei tunnel per il complesso delle Quattro Torri, dal 2005, si inizia la costruzione di una stazione sotterranea per gli autobus. Questa si sviluppa su tre piani, è dotata di vigilanza permanente e permette di evitare situazioni di rischio. Inoltre si creò un tunnel di circa 1 km, sotto al Paseo de la Castellana, per permettere agli autobus di arrivare direttamente all'A-1. La stazione sotterranea fu inaugurata il 6 febbraio 2008, con 8 mesi di ritardo rispetto alla data prevista. Il giorno successivo entrò in funzione e fino al 23 giugno 2008 si procedette al progressivo trasferimento dei capolinea delle linee interurbane in questo nuovo terminal. In questa data iniziarono i lavori per ristrutturare il terminal di superficie. Finita il 6 novembre 2009, la nuova stazione di superficie prende il nome di Isla 4 ed entra in funzione il 10 novembre 2009.

## Interscambi
- 5, 27, 42, 49, 66, 67, 70, 80, 107, 124, 129, 134, 135, 147, 149, 173, 174, 176, 178, SE704
- 151, 152A, 152C, 153, 154A, 154C, 155, 155B, 156, 157, 157C, 159, 161, 166, 171, 181, 182, 183, 184, 185, 190A, 190B, 191, 193, 194, 195, 196, 197, 199, 712, 713, 714, 716, 717, 721, 722, 724, 725, 726, 876
- N23, N24, L1, L9, L10, N101, N102, N103, N701, N702